# 매직스트로베리 사운드
매직스트로베리 사운드(Magic Strawberry Sound)는 대한민국의 독립음악 레이블이다.
2008년에 홍대 앞에서 음악과 미술을 하던 독립 예술가 4인이 모여서 결성했으며, 이후 2010년 레이블로써 정식 설립되었다.
옥상달빛, CHEEZE, 선우정아, 요조, 무지개99, 니들앤젬, 민수, 이루리, 윤지영, 김수영, 새소년, 박문치 구원찬, 소수빈 등이 소속되어 있으며, 2018년을 전후해 붕가붕가레코드의 파트너 레이블 협약을 맺었다.
음악 및 음반 산업 이외에도 업사이클 일회용 필름 자판기 제작, 플리마켓, 홍대 와우산로에서 진행되는 동네 음악 페스티벌 '우와 페스티벌', 제주 초당 옥수수 판매 등 다양한 자체 프로젝트를 진행하고 있으며, 2020년 경에는 요조가 설립한 독립 서점 책방무사도 공동으로 운영한 바 있다. 
본사는 서울특별시 마포구 서교동의 다복길에 위치한다.

## 현재 소속 아티스트
- 치즈
- 박문치
- 새소년
- 민수
- 소수빈
- 이영훈
- 최정윤
- 김수영
- Humbert
- 이루리
- 하상욱
- 카프카
- Rainbow99
- 정차식
- 사람또사람
- 바이바이배드맨
- 실리카겔
- TRPP
- 송소희
- 안다영
- 예빛
- 사뮈
- 소유

## 과거 소속 아티스트
- 서사무엘
- 10cm
- 선우정아
- 옥상달빛
- 요조
- 구원찬
- 윤지영